# بخش مرکزی شهرستان برخوار
بخش مرکزی یکی از بخش‌های شهرستان برخوار استان اصفهان ایران است. مرکز این بخش، شهر دولت‌آباد است.

## تقسیمات کشوری
- بخش مرکزی شهرستان برخوار
  - دهستان سین
  - دهستان برخوار مرکزی

شهرها : دولت‌آباد ، خورزوق ، دستگرد ، سین

## جمعیت
براساس سرشماری عمومی نفوس و مسکن در سال ۱۳۹۵، جمعیت بخش مرکزی شهرستان برخوار برابر با ۹۷،۶۷۸ نفر بوده‌است.